# Kibler (Arkansas)
Kibler – miasto w Stanach Zjednoczonych, w stanie Arkansas, w hrabstwie Crawford.